# 1019
1019 (MXIX) var ett normalår som började en torsdag i den julianska kalendern.

## Händelser

### Okänt datum
- Ett fredsfördrag sluts i Kungälv mellan Sverige och Norge. Genom tärningskast tillfaller Hisingen Norge.
- Olav den helige gifter sig med Olof Skötkonungs dotter Astrid.
- Jaroslav I gifter sig med Olof Skötkonungs dotter Ingegärd.
- Anund Jakob blir Olof Skötkonungs medregent.
- Toi-invasionen: Jurchenpirater invaderar Kyushu.
- Den japanske kejsaren Fujiwara no Michinaga drar sig tillbaka från offentligenheten, efter att ha installerat sin son Yorimichi som regent. Michinaga fortsätter dock att styra statsangelägenheter trots pensioneringen och är Japans faktiske regent fram till sin död 1028.
- Mähren blir en del av Böhmen.
- Jaroslav I blir furste av Kievriket, och efterträder Sviatopolk I.
- Azdajierövringen avslutar Nekorriket i Marocko.

## Födda
- Sven Estridsson, kung av Danmark 1047–1074 (född omkring detta år).
- Sima Guang, kinesisk historiograf och politiker.

## Avlidna
- 1 december – Thietmar av Merseburg, biskop och krönikeskrivare, känd för att ha beskrivit Nordens förkristna religion (eller 1018).
- Sviatopolk I, furste av Kievriket.